# 豊福彬文
豊福 彬文（とよふく あきふみ、1988年12月31日 - ）は、日本の振付家・ダンサー・研究者。コンテンポラリーダンスカンパニー「んまつーポス」代表。宮崎大学国際連携センター客員研究員。

## 概要
福岡県久留米市に生まれ、6歳のときに、福岡県福岡市で開催された1995年夏季ユニバーシアード（XVIII Summer Universiade）の開会式・閉会式にて、子役ダンサーとして出演した経験を持つ。
2007年に宮崎大学教育文化学部初等教育コース保健体育科に進学して、振付家で同大学准教授（当時）の高橋るみ子（現同大学産学・地域連携センター客員教授）に師事。大学在学中にコンテンポラリーダンスに出会う。同大学で舞踊学研究室の先輩である児玉孝文と、みのわそうへいが2006年にんまつーポスを結成し、豊福は2010年にんまつーポスの厳しい入団審査に合格している。
んまつーポスは、グループの名称だけではなく、内容・方法も兼ねているとしており、高橋るみ子（舞踊教育学）の「現代芸術的体育」と、お茶の水女子大学名誉教授の松本千代栄が提出した「創作ダンスのための課題解決学習」に影響を受けている。さまざまな「研究」を基盤として活動しており、「逆さから物事を考えることで新たな価値を創造する」実践的研究を展開している。アート空間に体育（からだを育む思想）を展示・上演する試み（現代芸術的体育）を日本国内外で積極的に実践する事を主旨としている。
大学生らによる創作ダンスの全国大会「アーティスティック・ムーブメント・イン・トヤマ」にて2年連続受賞（2009年、2010年）。2018年には「アーティスティック・ムーブメント・イン・トヤマ」の最年少審査員を務めた。
YOKOHAMA DANCE COLLECTION EX 2011コンペティションⅡで奨励賞を受賞。YOKOHAMA DANCE COLLECTION EX 2012コンペティションⅠファイナリスト。
トーキョー×ソウルデュオダンスフェスティバル 2014で人氣賞を受賞（中村蓉×豊福彬文）。
文化庁の平成26年度新進芸術家海外研修員として、ルーマニアで「現代芸術的体育」を紹介するレジデンス・プログラムを実施している。
んまつーポスとして、17カ国45都市（エストニア、アメリカ、カナダ、韓国：Busan International Dance Festival、中国、香港、マカオ、ラオス、シンガポール、マレーシア、オーストラリア、イギリス、ドイツ、クロアチア、リトアニア：Japan Days in Kaunas “WA!”、ルーマニア：シビウ国際芸術祭）で作品を発表している。
んまつーポス代表は、2006年から2015年までは児玉が、2016年からは豊福が務めている。んまつーポスが2008年に宮崎大学舞踊学研究室から起業したアートNPO法人MIYAZAKI C-DANCE CENTERの理事を務めている。NPO法人MIYAZAKI C-DANCE CENTERから分社した一般社団法人namstrops（宮崎大学発ベンチャー企業／代表理事：高橋るみ子）の理事を務めている。拠点は、んまつーポスがデザインした日中は保育園の子どもたちの体育館、週末と夜はコンテンポラリーダンスを上演する劇場という二つの機能をもつ「透明体育館きらきら／国際こども・せいねん劇場みやざき」（CandYシアター）としている。
2018年12月に宮崎大学国際連携センターの客員研究員に就任している。
2024年4月に神奈川大学人文学研究所の客員研究員に就任している。

## 著書
- e-book『うそうとツーポス←スポーツ逃走：競争しないとスポーツはアートになる』（一般社団法人namstrops 2021年）[21]

## メディア
- テレビ宮崎 「壁を超えるダンスの力」（2025.3.23）[22]
- MRT宮崎放送　創作ダンスを通した国際交流が評価　宮崎市のNPO法人「MIYAZAKI C-DANCE　CENTER」が表彰「地球市民賞」の授賞式[23]
- 大分合同新聞「弾んで走って踊って『面白い』」（2025.1.24朝刊）[24]
- prtimes　2024年度「国際交流基金地球市民賞」 受賞団体決定（2025.1.23）[25]
- 毎日新聞　2024年度「国際交流基金地球市民賞」 受賞団体決定（2025.1.23）[26]
- 宮崎大学　宮崎県から初の受賞!! MIYAZAKI C-DANCE CENTERに国際交流基金地球市民賞（2025.1.16）[27]
- 宮崎放送　ダンスを通した国際交流が評価　「国際交流基金地球市民賞」に宮崎市のNPO法人「MIYAZAKI C-DANCE CENTER」（2025.1.16）[28]
- 神奈川大学「創作ダンスを通じて異文化間コミュニケーションを豊かに」[29]
- 宮崎日日新聞「校歌に合わせて児童創作ダンス　小林・細野小」（2024.7.8）[30]
- 宮崎日日新聞「心の内表現する力を　西都・穂北小でダンス教室」（2024.6.25）[31]
- KIDS DESIGN AWARD 2024 応募パンフレット「キッズデザインに取り組む意義」[32]
- KIDS DESIGN MAGAZINE コラム「これからのアウトリーチを考える〜ダンスカンパニー”んまつーポス”研修プログラム〜レポート」前編[33]、後編[34]
- mrt宮崎放送「宮崎を『創作ダンスの聖地』に 『みやざき国際ダンスフェスティバル』が初開催」（2023.6.13）[35]
- ひなた宮崎経済新聞「「みやざき国際ダンスフェス」開催へ　世界のコンテンポラリーダンス披露」（2023.5.25）[36]
- 宮崎ニュースUMK「社員の結束力に効果？ダンスで新人研修！！」[37]
- 左右社「こどもと大人のためのミュージアム思考」212〜214頁（やさしい日本語プログラム「美術館でポーズ！」）[38]
- 第16回キッズデザイン賞 Web CM「作品に込めた開発者の想い」45秒編[39]
- KIDS DESIGN MAGAZINE コラム「体は命令通りに動かない、心は命令されるとつまらない」[40]
- 新書館「ダンスマガジン2022年5月号」Report〜んまつーポス『たがる３』ダンス×建築×ゲーム？〜[41]
- 雑誌『地域創造』第47号　特集1　コロナの視座①～レジデンス再考[42]
- 新書館「ダンスマガジン2021年9月号」特別企画〜日本の美しい男たち[43]
- MRT宮崎放送「つくろう。MY AMU〜宮崎つくり人〜」（2020.10.3）[44]
- 美術手帖 | 高松市美術館コレクション＋（プラス）「身体とムービング」（2020.7.23）[45]
- internet museum | 高松市美術館コレクション＋「身体とムービング」（2020.7.23）[46]
- NHKイブニング宮崎 | 「んまつーポス」が考案！おうちで寝ながらできる全力エクササイズ（2020.04.16）[47]
- 美の鼓動・九州 | テレビ西日本「んまつーポス　豊福彬文/みのわそうへい/児玉孝文」（2020.01.19）[48]
- 宮崎市広報みやざき令和元年12月号 No.914[49]
- 宮崎日日新聞「保育園体育館を劇場に　宮崎市の団体へ大臣賞」（2019.10.1）
- 福島民友新聞「『スパイ』ダンス！いわきＦＣ選手ら挑戦　高齢者ワークショップ」（2019.8.30）
- 朝日新聞「宮崎や香港の子どもたちが西米良でダンスキャンプ」（2019.8.11）
- MRT宮崎放送「西米良村で子ども国際ダンスキャンプ」（2019.8.9）
- 西日本新聞「“創作ダンス”を世界へ　異色集団「んまつーポス」、宮崎に拠点劇場　３月、こけら落とし公演」（2019.2.26）[50]
- UMKスーパーニュース「親子で楽しむ！透明体育館きらきら」（2019.2.26）
- MRTニュースネクスト「体育館と劇場の機能持つ施設が完成」（2019.2.25）
- MRT宮崎放送「おしえて！みやざき」〜クローズアップみやざき「NPOのおしごと」〜（2018.5.5）
- 九州電力グループpresents　MRT宮崎放送「新 窓を開けて九州」（2017.7.9）。
- テレビ金沢「テレ金チャンネル」の「Teamんまつーポス　ほっぷ・すてっぷ&冒険じゃんぷ（金沢21世紀美術館）」（2017.5.5）。
- UMKテレビ宮崎「Reらいふ」の「創作ダンスで子供たちを魅了！『んまつーポス』」（2016.6.24）。
- MRT宮崎放送「M-Magazine」の「んまつーポスのだだだだだダンス」（-2016）
- 宮崎日日新聞「ひと」（2015.10.1）[51]